# Chrysler 300
La Chrysler 300 "letter series" è un'autovettura di lusso ad alte prestazioni costruita in pochi esemplari dalla Chrysler tra il 1955 e il 1965 negli Stati Uniti.

## Profilo
Il nome "letter series" è dovuto al fatto che ogni anno il modello era contraddistinto da una nuova lettera dell'alfabeto come suffisso (non usando la "i"), giungendo fino alla 300L del 1965, dopo di che il modello uscì di produzione.

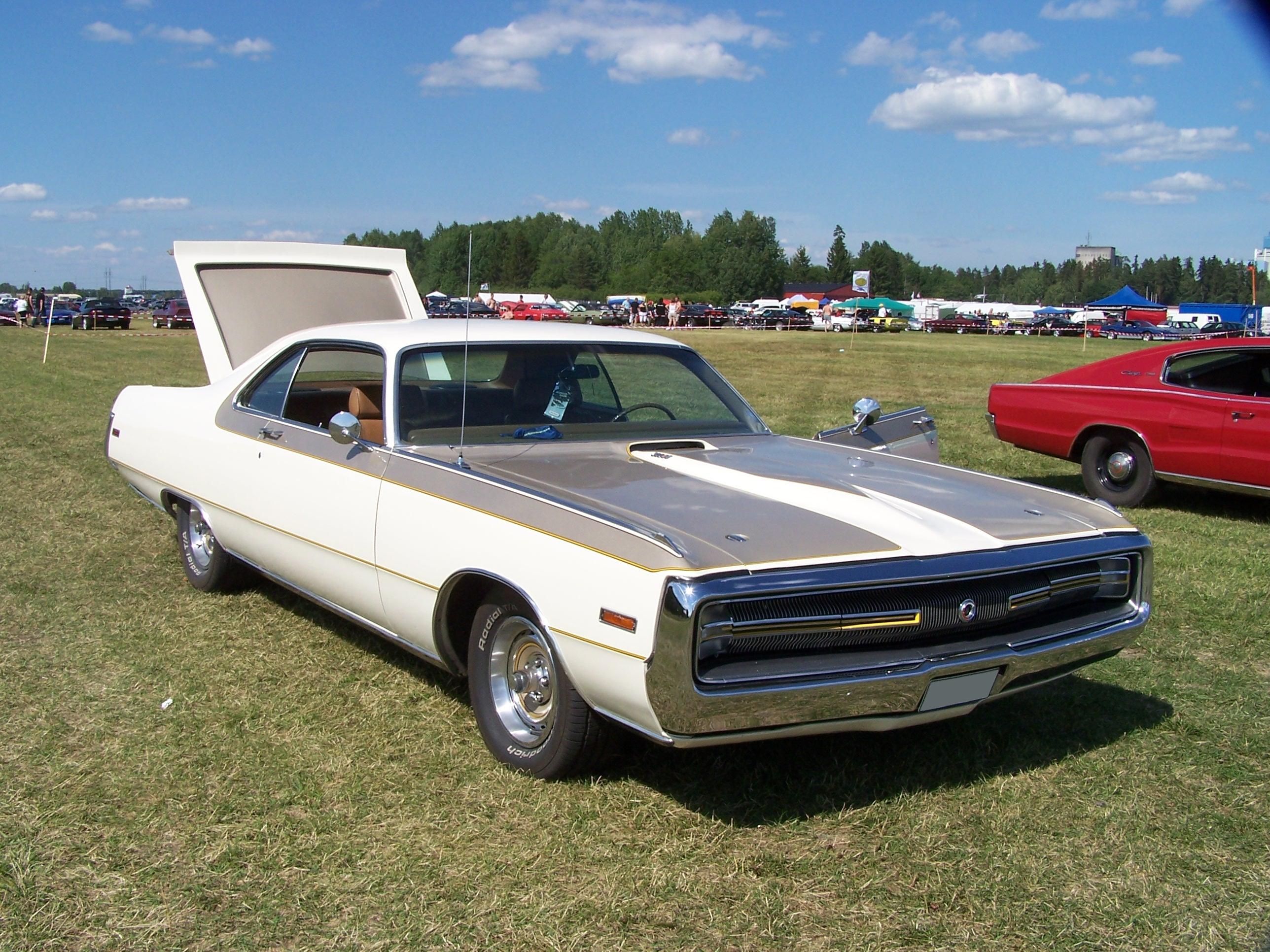
Chrysler 300 Hurst del 1970

### Hurst 300
Nel 1970, 5 anni dopo l'uscita di produzione della 300L, il preparatore americano Hurst produsse un proprio esemplare di 300.
Di questa versione speciale ad alte prestazioni furono realizzati 501 esemplari. I modelli Hurst si contraddistinguono per la tipica livrea bianco/oro della carrozzeria.
Il tettuccio del veicolo è in fibra di vetro mentre gli interni erano in pelle beige satinato.
La vettura aveva un peso di 1900 kg e montava un propulsore V8 TNT da 345 CV che le permetteva di passare da 0 a 100 km/h in 7,1 secondi.